# Prise de soumission (catch)
Pour les articles homonymes, voir Soumission.
 (septembre 2008).
Si vous disposez d'ouvrages ou d'articles de référence ou si vous connaissez des sites web de qualité traitant du thème abordé ici, merci de compléter l'article en donnant les références utiles à sa vérifiabilité et en les liant à la section « Notes et références ».
Une prise de soumission, au catch, consiste à faire abandonner, en obligeant l'adversaire à tapoter ou alors à lui faire perdre conscience. Les prises de soumission ne sont pas utilisées que pour un abandon : certaines prises peuvent aussi affaiblir un adversaire sans le faire abandonner.

## Prise du pied, de la jambe ou du genou

### Ankle lock

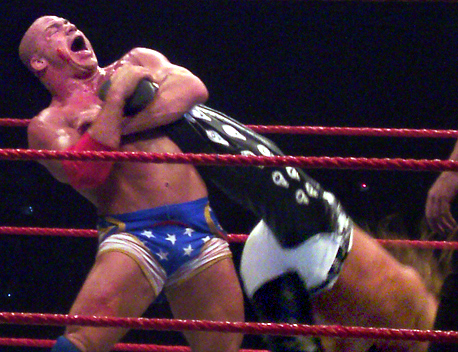
Kurt Angle qui porte lAnkle lock à Shawn Michaels.

L'attaquant saisit avec ses deux mains le pied de l'adversaire qui est sur les genoux, et tourne la cheville de l'adversaire dans un sens opposé aux articulations de la cheville.
Kurt Angle a une variation : il la débute comme un ankle lock normal, mais il emprisonne la jambe de l'adversaire entre ses jambes, il se couche sur le tapis et tourne la cheville. C'est le Grapevine Ankle Lock, ayant fait abandonner un grand nombre de catcheurs célèbres (Chris Benoit, Brock Lesnar, Randy Orton, Jeff Hardy, Shawn Michaels, Hulk Hogan, etc.). Jack Swagger utilise aussi cette prise.

### Argentine leglock
L'adversaire est d'abord couché sur le dos, l'attaquant saisit une jambe de l'adversaire, la met autour de son cou. Une fois que la jambe est enroulée autour du cou, l'attaquant force avec ses mains, la cuisse et le tibia de son adversaire vers le bas. Brock Lesnar l'a également utilisée sous le nom de Brock Lock.

### Cloverleaf
Comme un Sharpshooter, à ceci près que l'attaquant n'utilise pas sa jambe en la plaçant entre celles de l'adversaire.
L'utilisateur le plus connu est Dean Malenko mais Sheamus et Paige ont repris cette fameuse prise.

### Heel hook
Le heel hook est une prise de ju-jitsu et consiste à exercer une pression sur les ligaments du genou et de la cheville. Pour cela l'attaquant enroule la jambe de son adversaire entre les siennes puis utilise simultanément ses bras pour appuyer sur la cheville et ses pieds pour exercer une pression sur le genou.

### Inverted Indian Deathlock
Utilisé par Triple H à la WCW en prise de finition et à la WWE en prise simple elle commence comme un Celtic Knot ou un Figure four leglock puis l'attaquant se retourne pour se mettre en position assise.

### Leg slicer
Le catcheur compresse la jambe de l'adversaire tout en s'appuyant sur son mollet, provoquant une forte douleur au niveau des muscles de la cuisse. Il s'agit de la prise de finition de AJ Styles qu'il nomme Calf Crusher

### Texas Cloverleaf
Cette prise est un sharpshooter modifié (celui qui la porte croise les jambes de l'adversaire et les coince sous son bras) qui cause une douleur aux tibias aux cuisses et aux genoux. Les utilisateurs les plus connus sont Sheamus, Dean Malenko, Christian et McRiley.

### Sharpshooter

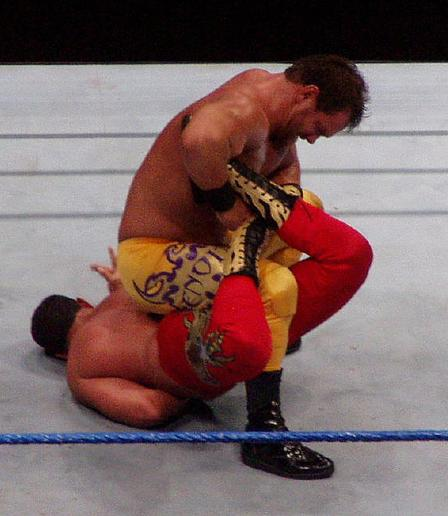
Chris Benoit qui prend Chavo Guerrero en Sharpshooter.

Le sharpshooter est une prise qui consiste à bloquer les deux jambes de l'adversaire, puis l'attaquant les croise autour d'une de ses jambes, se retourne et les tire. Cette prise est particulièrement utilisée par la plupart des catcheurs qui sont passés par le Donjon des Hart : Bret Hart, Sting, Chris Benoit, Natalya, Triple H, The Rock, Owen Hart, Edge, Cesaro et Tyson Kidd.

### Scorpion Crosslock
L'attaquant est devant les jambes de l'adversaire qui est sur le dos.Il prend une jambe et l'enroule autour de sa jambe.Puis il coince la jambe avec la deuxième.Le rival se retrouve sur le ventre.Le catcheur en profite pour le prendre en Chickenwing et plier le corps.Cette prise est la prise de finition de Bull Nakano ou encore Paige qu'elle nomme PTO (Paige Tap-out).

### Surfboard
Littéralement « la planche de surf ».
Cette prise s'effectue derrière un adversaire couché sur le ventre. L'attaquant tend les jambes de son adversaire, les plie avec ses genoux puis saisit ses poignets puis se penche en arrière en compressant les omoplates de l'adversaire et en le soulevant. L'attaquant peut rester assis ou s'allonger.
Natalya et Daniel Bryan utilisent souvent cette prise.

## Prise des bras et des mains

### Chickenwing
L'attaquant se tient derrière l'adversaire qui se trouve au sol et attrape l'un de ses bras de façon que les articulations des coudes des deux catcheurs soient ajustés ensemble et que leurs bras soient enveloppés l'un autour de l'autre. L'attaquant tire ensuite leurs bras vers le haut, contre le dos de l'adversaire,.
Il existe différentes variantes :
Chickenwing arm lock
L'attaquant se place sur le torse de l'adversaire, qui se trouve au sol, en formant un angle de 90°. Il saisit son poignet avec sa main et la pousse loin dans le dos de l'adversaire. L'attaquant met alors son autre bras sur l'épaule de l'adversaire et s'empare de son autre poignet. Il tire ensuite le bras de l'adversaire derrière lui dans une position non naturelle, provoquant la douleur et l'immobilisation. Cette technique possède un équivalent au jiu-jitsu brésilien, le Kimura.
Crossface chickenwing
L'attaquant applique le chickenwing classique à son adversaire et utilise ensuite son bras libre pour pousser soit le bras, soit son radius dans certains cas, contre la face de l'adversaire et provoquer la douleur, ou enveloppe le cou de l'adversaire pour effectuer un sleeper hold modifié. Cette prise était utilisée par Bob Backlund.
Elevated double chickenwing

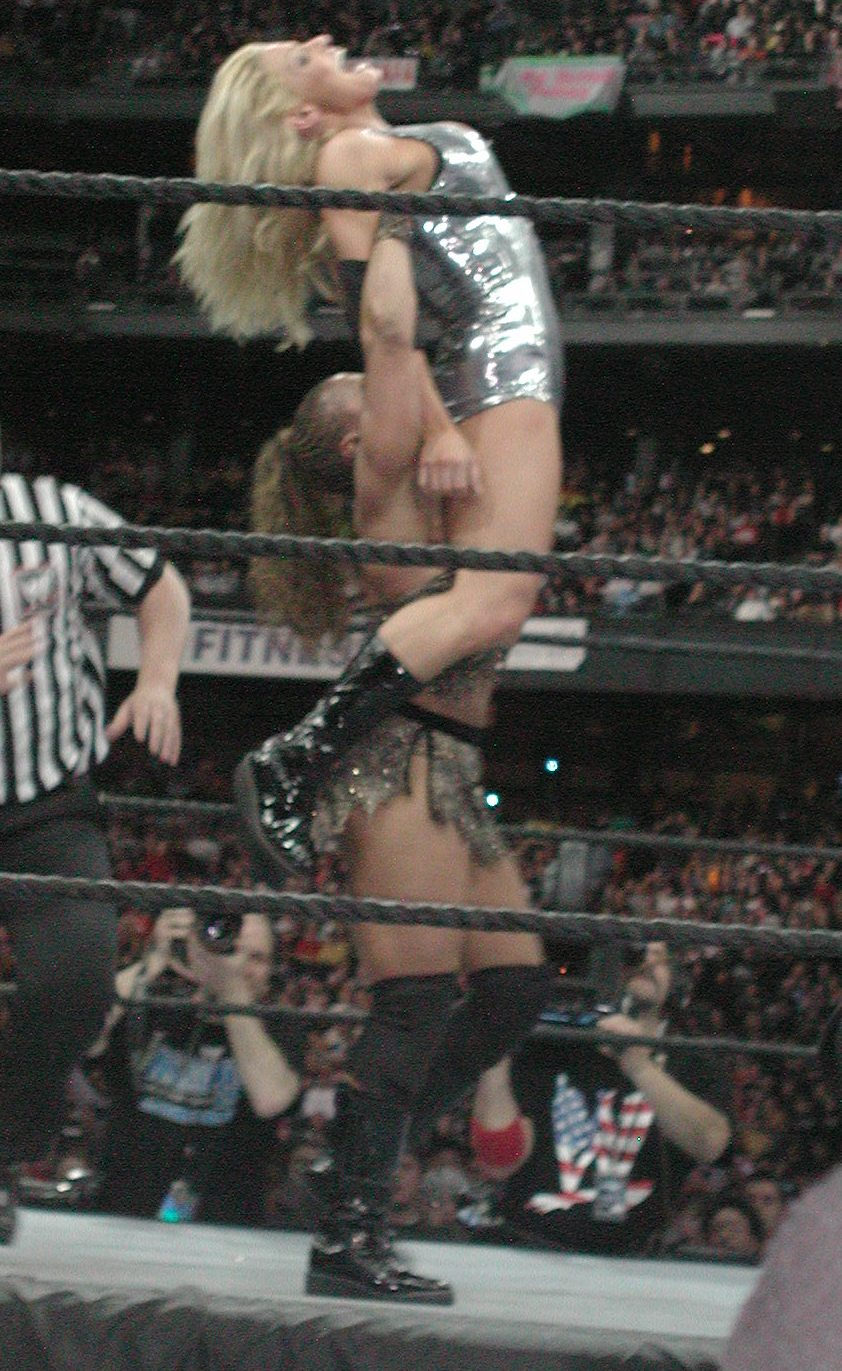
Jazz effectuant un Bitch Clamp (Elevated double chickenwing) sur Trish Stratus.

L'attaquant applique le Chickenwing classique sur les deux bras de son adversaire et le soulève par les aisselles.
Elevated double chickenwing facebuster
L'attaquant se place en Elevated double chickenwing puis lance son adversaire vers le sol (à la manière d'un Powerbomb inversée).
Il existe une variation, l' Elevated double chickenwing wheelbarrow facebuster, où l'attaquant accompagne son adversaire au sol pour plus de puissance, tombant sur les fesses en laissant tomber l'adversaire et attrapant ses jambes pour appuyer dessus et augmenter la force de l'impact.
C'est la prise de finition de Beth Phoenix, elle l'appelle Glam Slam.

### Scissored armbar
L'adversaire est au tapis, sur le ventre. L'attaquant saisit un des bras et l'emprisonne (ciseau) entre ses jambes puis il tire le bras dans le sens inverse des articulations. Cette prise a été utilisée par Perry Saturn (The Rings of Saturn) et Steve Blackman.

### Shoulder claw
L'attaquant se tient derrière son adversaire qui est assis par terre, il pince le muscle de l'épaule, les trapèzes, à l'aide de son pouce, qui exerce la pression, et de son index en position de cale derrière. Cette prise est particulièrement efficace sur les catcheurs ayant les trapèzes développés, comme Batista. Actuellement The Great Khali emploie cette prise pour affaiblir ou faire abandonner ses adversaires. Cette prise était aussi utilisée par Umaga[réf. nécessaire].

### Wakigatame armbar
L'attaquant saisit un bras de l'adversaire qui est couché sur le ventre puis le tord à 90°, en même temps, l'attaquant met tout son poids sur l'adversaire pour l'immobiliser. Cette prise a été utilisée par Yoshiaki Fujiwara sous le nom de Fujiwara Armbar.

### Juji-gatame armbar
Cette prise est basée sur le juji gatame, une clé de bras dans le judo.
L'attaquant saisit un bras de l'adversaire, le couche sur le dos et tord son bras à 90° tout en appuyant sur le corps de l'adversaire avec le poids de ses jambes. Elle était utilisée par Alberto Del Rio, qui l'applique en tournant autour du bras pour forcer son adversaire à s'allonger. Asuka utilise actuellement une variante de cette prise.

## Étranglement
Il y a plusieurs sortes d'étranglement, tout en prenant compte qu'un étranglement est une prise qui se travaille au niveau du cou, consistant à couper la respiration de l'adversaire et l'obligeant d'abandonner le combat. Un étranglement peut être une prise de finition ou une prise simple comme un contre de coup de corde à linge.

### Corner foot choke
L'adversaire se repose sur un support (en général, sur un des poteaux du ring), l'attaquant étend son pied pour le poser sur la gorge de l'adversaire et pousse pour l'étrangler. Considérée comme une prise illégale, le catcheur peut être disqualifié si la prise n'est pas cassée en 5 secondes. Cette prise est utilisée par Chris Jericho et Christian.[réf. nécessaire]Et actuellement Billie Kay.

### Chinlock

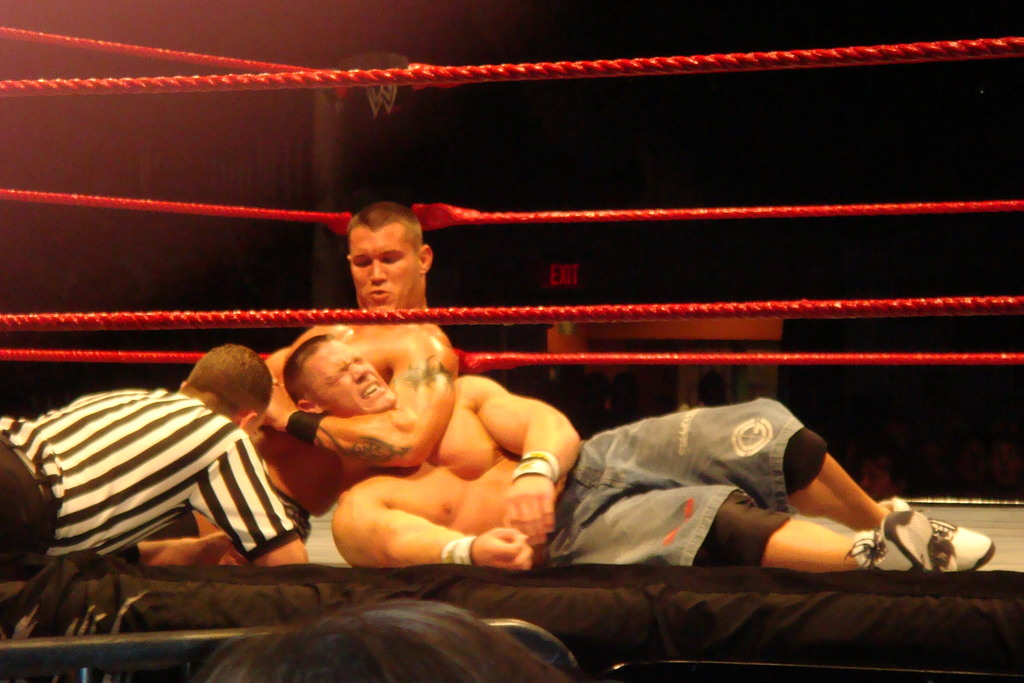
Randy Orton faisant un Wrenching chinlock à John Cena.

L'attaquant enroule ses bras autour du cou de l'adversaire qui est au sol, de sorte à l'empêcher de respirer. Cette prise est popularisée par Randy Orton.
Il existe des variantes :
- Back mounted chinlock : également appelée Camel Clutch, Steiner Recliner ou El Caballo[1]
- Back mounted crossed arms chinlock : cette prise est utilisée par Jinsei Shinzaki (Gokuraku-gatame)[1]
- Cross knee chinlock[1]
- Over the shoulder chinlock : cette prise est utilisée par Mad Dog Vachon (The Hangman) et Road Warrior Hawk[1].

### Darkside
L'attaquant porte un sleeper hold puis se met dos-à-dos avec l'adversaire. Ensuite, il prend les jambes avec son bras libre. Enfin, il tire sur ses deux mains. Cette prise fait mal à la gorge et au dos.[réf. nécessaire]

### Dragon sleeper
L'attaquant se tient derrière son adversaire qui sur les genoux ou dans une position assise, celui-ci applique un facelock inversé, attrape le bras le plus près avec son bras et il tire en arrière et en haut en arrachant le cou de l'adversaire. Cette prise est popularisée par Tatsumi Fujinami, Ultimo Dragon et Owen Hart.

### Cross arm choke
Appelé aussi Goku-Raku Gatame, Criss-cross Stranglehold ou encore Straight-jacket, l'attaquant enroule les propres bras de l'adversaire autour du cou de l'adversaire qui est sur le sol, ventre à terre et il s'assit sur son adversaire puis tire les deux bras causant la pression.[réf. nécessaire]

### Figure four necklock
Cette prise qui a pour but d'étrangler l'adversaire en faisant une clé de cou et en enroulant les jambes autour de lui en formant la forme du chiffre 4 avec une jambe qui se croise sous le menton de l'adversaire et l'autre qui se croise sous une jambe du lutteur. Jimmy Wang Yang et plus récemment Kelly Kelly utilise cette prise en effectuant un ATR en collant le cou de l'adversaire au cordes qui est donc le handing figure 4 necklock.[réf. nécessaire]

### Guillotine choke
L'attaquant place la tête de son adversaire sous son bras, il tombe en arrière et applique un body scissors. Une fois que la prise est achevée, l'attaquant tire la tête, (bloquée sous l'aisselle) avec les bras et le corps avec les jambes. C'est une des prises favorites des combattants du combat libre. Daniel bryan utilise cette prise,.

### Gogoplata

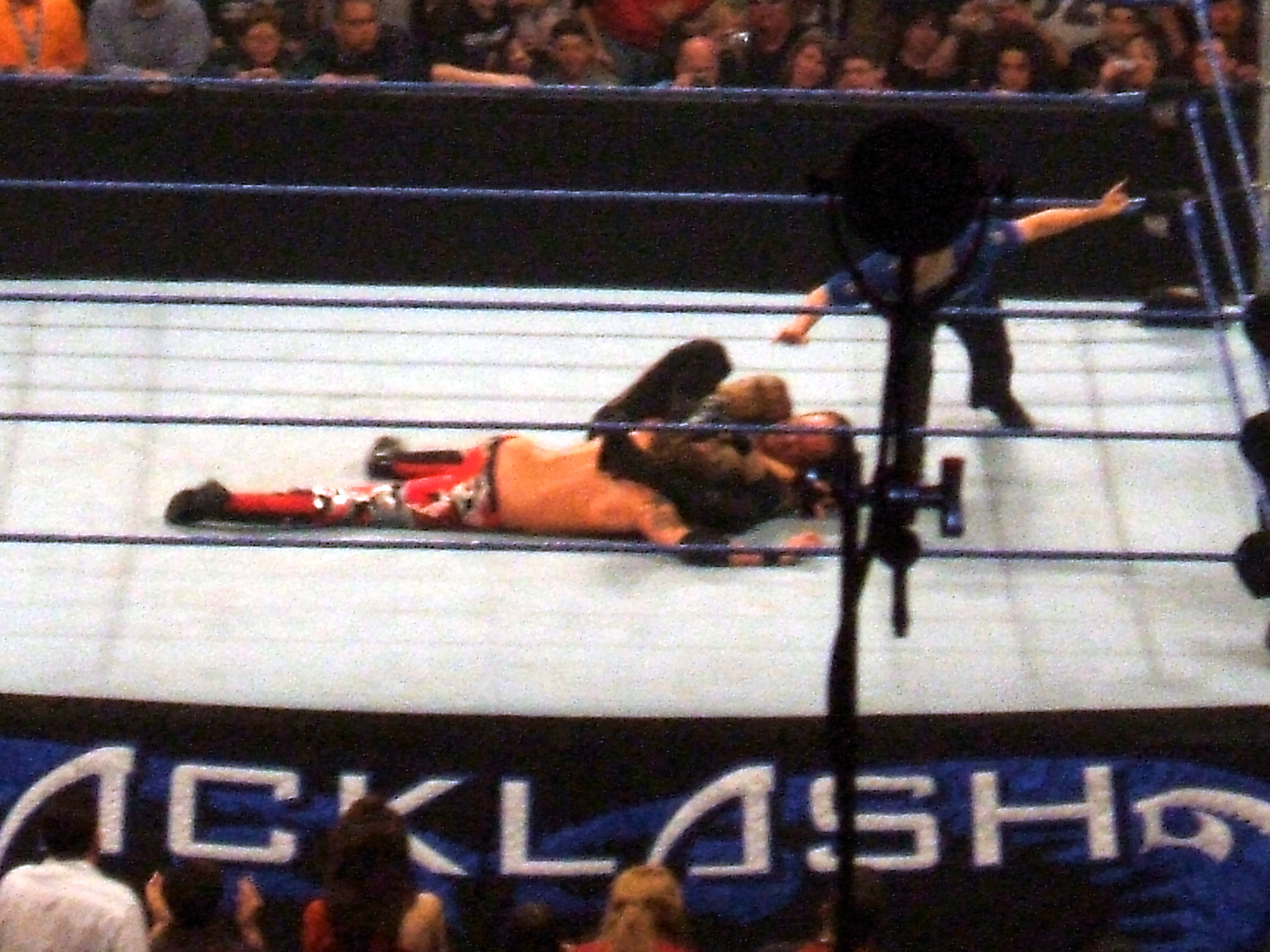
The Undertaker exécutant le Hell's Gate sur Edge.

Également appelée Hell's Gate ou Devil's Triangle, elle est souvent confondue avec le Triangle choke. La prise est exécutée par un attaquant se couchant sur son dos par terre. L'attaquant passe son pied au-dessus du bras le plus proche (ex : pied droit de l'attaquant sur le bras gauche de l'adversaire), il place alors son tibia contre la gorge de l'adversaire, ce dernier pose son autre jambe sur la jambe qui est placée contre la gorge. Après, il place ses deux mains derrière la tête de l'adversaire et enfin il tire la tête vers le bas à l'aide des mains pour pousser la gorge contre le tibia. L'utilisateur le plus connu est The Undertaker, en effet, celui-ci exécute cette prise en tant que prise de soumission.

### Koji Clutch
Les deux catcheurs sont couchés au sol. L'attaquant est derrière l'adversaire, il positionne son genou au niveau d'un côté du cou de l'adversaire et ses mains d'un autre côté et c'est ainsi que l'attaquant crée une énorme pression sur le cou de l'adversaire en l'écrasant avec ses mains sur son genou.
C'est la prise de soumission et de finition de satoshi kojima

### Sleeper hold
En français, la « prise du sommeil ». L'attaquant enroule le cou de l'adversaire avec son bras, en plaçant son bras et son avant-bras sur les artères, et utilise le 2e bras pour pousser le cou. Comme son nom le suggère, cette prise peut littéralement endormir une personne si elle est totalement portée, en bloquant une grande partie de l'afflux sanguin au cerveau, et ainsi l'oxygène du cerveau. C'est l'une des prises favorites du catcheur Rowdy Roddy Piper, de Dusty Rhodes (Weaverlock), de Adrian Adonis (Goodnight Irene) et la prise de finition de l'ancien catcheur Brutus The Barber Beefcake.
Dolph Ziggler, Samoa Joe, Gunther ou encore  Matt Riddle  l'utilisent comme prise de finition.

### Straight Jacket
Également appelé "Japanese Stranglehold". L'attaquant s'assoit sur le dos de l'adversaire, lui prend ses poignets et croise les bras de façon que l'adversaire s'étrangle avec ces derniers[réf. nécessaire].

### Rear Naked Choke
Étranglement sanguin classique. Utilisée par exemple par Samoa Joe qui en fait une de ses prises de finition, la Coquina Clutch, il passe son bras droit autour du cou et le place sous son coude gauche qui passe derrière la nuque se couche au sol emprisonne l'adversaire avec ses propres jambes et force, cela comprime le larynx et coupe l'arrivée du sang au cerveau.

### Tongan death grip
Le Tongan death grip était la prise de finition de Haku, elle est également utilisée par Brodus Clay, qui la transforme en chokeslam.

### Triangle choke
Elle est souvent confondue avec le Gogoplata et cette confusion est dû au fait que l'Undertaker a d'abord utilisé le Triangle Choke puis plus tard le Gogoplata comme prise de finition. L'attaquant attrape un bras et enroule ses deux jambes autour du bras et du cou en les pressant avec les jambes. Le plus souvent, cette prise est employée par un attaquant se couchant sur son dos par terre. Cette technique est souvent utilisée dans les combats de MMA.

### Two handed chokelift
Appelé aussi Hanging Tree. L'attaquant agrippe la gorge de l'adversaire avec les deux mains puis celui-ci le soulève vers le haut et l'étrangle. Souvent utilisée comme une prise de préparation pour délivrer un Two handed chokeslam.[réf. nécessaire]

## Prise du dos et du torse

### Abdominal stretch

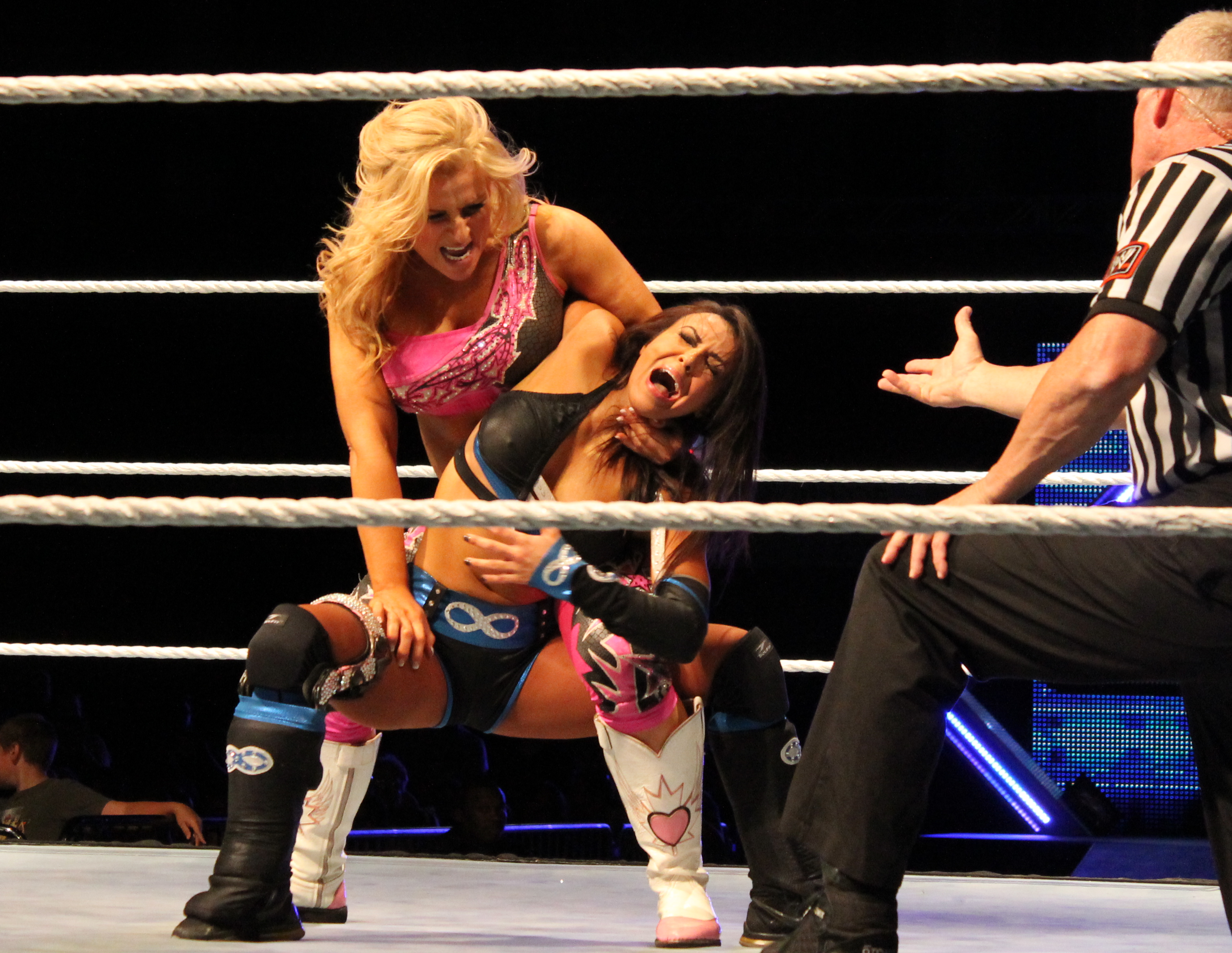
Natalya applique lAbdominal stretch à Layla.

Connu aussi sous le nom de "Cobra Clutch" Cobra Twist ou prise du maki. L'attaquant se met à côté de son adversaire. Il enjambe une des jambes de l'adversaire, attrape le bras de ce dernier et le place derrière son dos puis enfin il cause une pression au dos et à l'abdomen.

### Backbreaker Soumission Lock
Connue sous le nom de Greatest Soumission Lock, c'est la prise de finition de Charlie Haas.
L'attaquant se tient en position de STF puis bascule vers l'arrière tout en gardant la prise et pose son genou dans le dos de l'adversaire puis tire la tête de son adversaire vers l'arrière cela crée une prise dans le dos et dans le cou.[réf. nécessaire]

### Bear hug

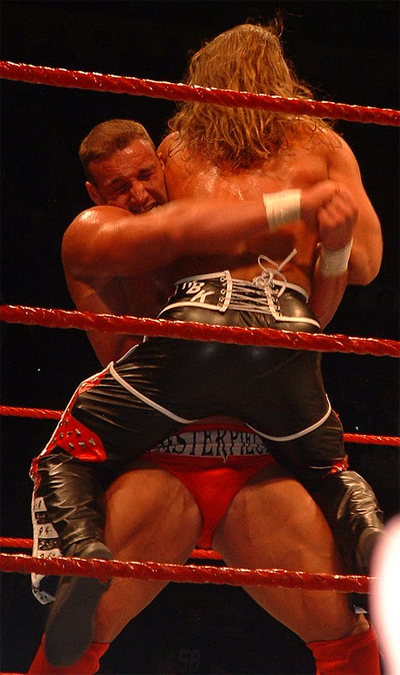
Chris Masters prenant Shawn Michaels en Bear hug.

Le bear hug, aussi appelé bodylock, consiste à ceinturer le corps de l'adversaire avec les bras à partir du dos. Utilisée en grappling, une variante consiste à ceinturer aussi l'abdomen et même parfois les cuisses. Une autre variante est le bear hug inversé, où un catcheur a les mains jointes derrière le milieu de son adversaire ou le bas du dos et les presse à son front dans le sternum, tout en tirant ses mains verrouillées vers l'intérieur; forçant son adversaire à se plier vers l'arrière. C'est une décision douloureuse qu'autant de pression est exercée sur le sternum de l'adversaire, souvent mal de dos et, alors, les muscles compressent les poumons.[pas clair]
L'attaquant se tient devant l'adversaire puis il entoure ses bras autour du corps de l'adversaire et le soulève causant une douleur aux côtes et à la colonne vertébrale. Cette prise est utilisée par les catcheurs de forte puissance. Certains secouent l'adversaire d'un côté à l'autre causant plus de douleur aux côtés et à la colonne vertébrale. C'est une des prises de finition de Mark Henry.

### Body scissors
L'attaquant entoure ses jambes autour du corps d'un adversaire assis par terre et exerce une pression sur les reins.[réf. nécessaire]

### Boston crab
Il consiste à mettre l'adversaire sur le ventre, de s'asseoir sur son dos face à ses jambes et à les tirer le plus possible.

### Gory spécial
Connu aussi sous le nom de Gory lock. Cette immobilisation fut inventée par Salvador "Gory" Guerrero, le père d'Eddie Guerrero. L'attaquant se tient derrière son adversaire, dos à dos. Il met les deux jambes de l'adversaire sur les hanches (les jambes sont bloquées) puis celui-ci ferme ses poignées autour du menton et tire vers l'avant pour causer la pression.

### Hangman clutch
L'attaquant emprisonne la cheville de son adversaire, il fait une torsion de son corps qui lui permet de placer sa main gauche du côté droit de la tête de son adversaire et vice-versa, puis bloque les mains pour former un facelock. Puis il tire vers le bas ses bras pour étirer le dos, le cou et le genou de son adversaire. [réf. nécessaire]

### Octopus Hold
Le lutteur est debout derrière l'adversaire et accroche une jambe sur la jambe opposée de l'adversaire. Le lutteur force alors l'adversaire à un côté, prend au piège un des bras de l'adversaire de ses propres bras et enroule la jambe libre sur le cou de l'adversaire, le forçant vers le bas. Ceci élève le lutteur et place tout le poids du lutteur sur l'adversaire. C'était la prise de finition de l'ancienne WWE Diva AJ Lee The Black Widow (La veuve noire), et l'actuelle prise de finition de Zack Sabre Jr. sous le nom de "Hurrah! Another Year, Surely This One Will Be Better Than The Last; The Inexorable March Of Progress Will Lead Us All To Happiness"

## Prise de la tête ou du visage

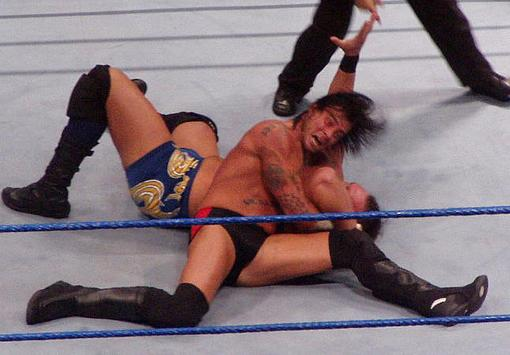
Prise dite Anaconda vice (« l'étau de l'anaconda »).

### Anaconda Vice
L'Anaconda Vice (« l'étau de l'anaconda »), également orthographié vise  est une prise de soumission utilisée en Ju-jutsu brésilien et judo. Il s'agit d'une clé de cou provoquant un étranglement. Les deux catcheurs sont au sol, l'un couché sur le dos tandis que l'autre, assis à côté, fait passer l'un des bras de l'adversaire sur son cou et serre entre ses deux bras le bras et le cou de l'adversaire, puis le tire vers l'avant, exerçant ainsi une pression sur son cou. C'est l'une des prises de finition de CM Punk.

### Crossface

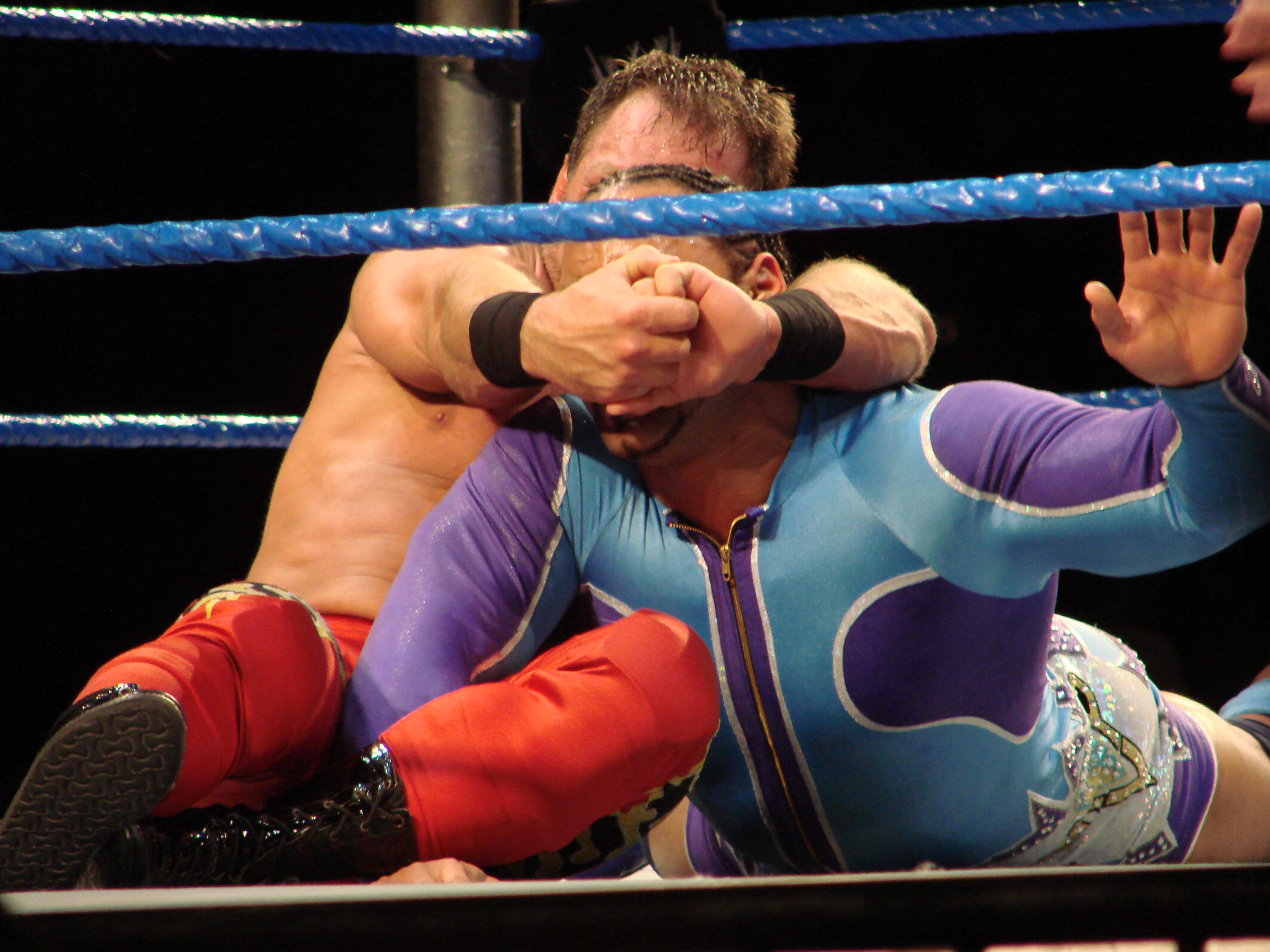
Chris Benoit qui prend MVP en Crippler Crossface.

L'Arm Trap Crossface ou appelé simplement Crossface, consiste pour l'attaquant, lorsque l'adversaire est au sol sur le ventre, à coincer un bras entre ses jambes, placer ses mains au visage ou sous le menton de l'adversaire, et tirer en arrière, causant une douleur au cou.
La variation la plus courante, est lorsqu'un attaquant place un bras de l'adversaire (qui est allongé sur le ventre) entre les jambes, s'étend sur le dos de son adversaire puis place ses mains au visage ou sous le menton de ce dernier et tire en arrière. L'utilisateur le plus populaire est Chris Benoit qui utilisait cette prise en tant que prise de finition, le Crippler Crossface mais cette prise fut inventée par Dean Malenko.
Vers le milieu de 2008, soit presque un an après la mort de Benoit, Triple H et Shawn Michaels emploient le Crippler Crossface pour rendre hommage à Benoit.
Daniel Bryan utilise une variante où les jambes sont croisées autour du bras de sorte qu'elles appuient sur l'épaule, comme prise de finition du nom de "Lebell Lock" (anciennement No Lock et Yes Lock).
C'est également la prise de soumission de Sasha Banks où elle effectue d'abord un Double Knee Backbreaker avant de porter la prise. Elle la nomme Banks Statement
Une autre version existe qui est un croisement entre le Abdominal Strech et un Crossface. L'attaquant place un des bras de l'adversaire derrière son dos à terre et lui porte en même temps le Crossface. C'est la 2e prise de finition de Batista qui la nomme le Batista Bite (la morsure de Batista).

### Camel clutch

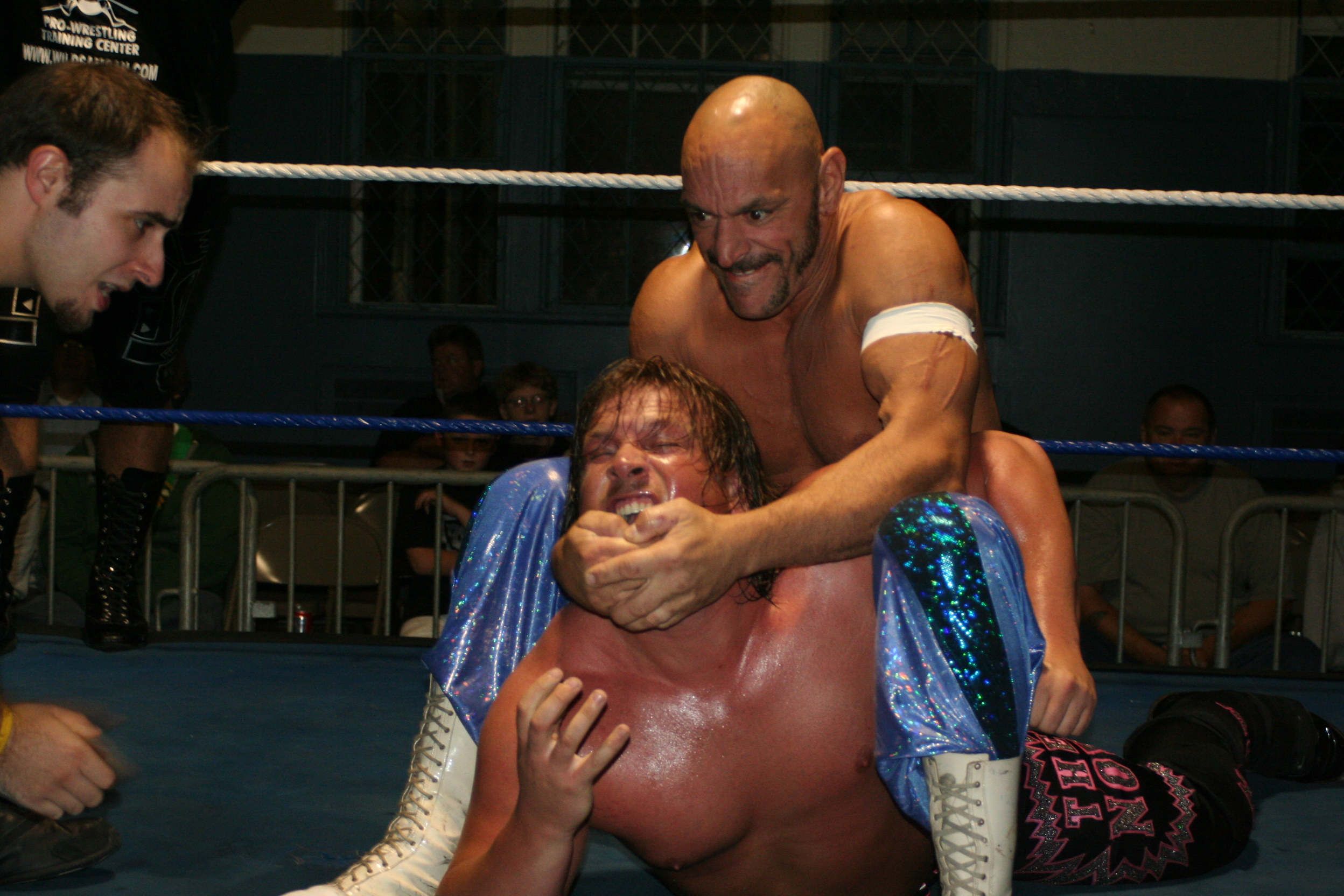
Sabu effectuant une Camel Clutch.

L'attaquant s'assoit sur sa victime qui est couché sur le ventre, il place les mains de sa victime sur les genoux de l'attaquant, il ferme ses mains autour du menton de l'adversaire et il tire en arrière. Cette prise a été inventée par le père de Eddie Guerrero, Gory Guerrero. Elle très utilisée par les catcheurs d'origine orientale (Sabu, The Sheik, Muhammad Hassan, Rusev, Jinder Mahal...)

### Claw hold
Connu aussi sous le nom Iron Claw, le but de faire s'évanouir son adversaire. Cette prise consiste à mettre la paume de la main sur la figure de l'adversaire et avec les doigts et le pouce, il comprime la figure de la victime et cause une pression aux tempes. Le Claw hold est la prise de finition des catcheurs heel allemands, Fritz Von Erich et Baron Von Raschke.
Une autre variation existe, c'est le Vice Grip[réf. nécessaire] qui voit un attaquant prendre son adversaire en Claw hold en utilisant les deux mains. The Great Khali et Brian Adams ont fait de cette prise leur prise de finition.

### Cobra clutch
L'attaquant passe son bras sous celui de l'adversaire (half nelson), avec son autre bras, il saisit le bras mis en half nelson, tire en arrière, l'adversaire est étouffé par son propre bras et l'attaquant pousse le cou causant la pression sur le cou. L'ancien catcheur Sgt. Slaughter ou encore le Million Dollar Man Ted DiBiase l'utilisaient comme leur prise de finition.

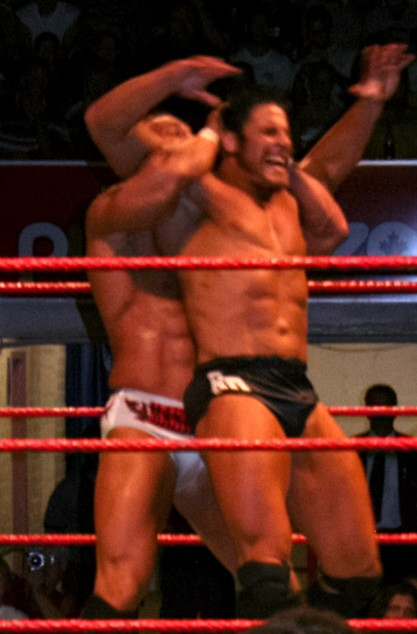
Chris Masters applique son Masterlock à René Duprée.

### Full Nelson
L'attaquant est face au dos de l'adversaire, il lui prend les bras et les lève le plus possible ce qui provoque une douleur aux articulations. C'est la prise de finition de Chris Masters, la Masterlock

### Mandible claw
Popularisée par Mick Foley, qui l'utilise en tant que prise de finition, Mr. Socko, cette prise voit un attaquant se tenir devant son adversaire, il lui enfonce sa main dans la bouche de l'adversaire et agrippe la mâchoire en employant ses doigts pour presser la mandibule.

### Vise grip
Cette prise, généralement utilisée par les catcheurs de très grande taille, consiste à saisir la tête de son adversaire des deux mains et la compresser. Elle est actuellement utilisée par The Great Khali et Erick Rowan.

### Stepover Toehold Facelock
Le Stepover Toehold Facelock (STF). L'adversaire est au sol sur le ventre. L'attaquant place une des jambes de son adversaire entre ses cuisses, il s'étend sur le dos de l'adversaire et il enroule ses bras autour de la tête de son adversaire en tirant en arrière, provoquant une douleur au cou, aux jambes et au dos. Au Japon, cette prise est popularisée par Masahiro Chono qui l'utilise en tant que prise de finition. Aux États-Unis, cette prise est popularisée par Eddie Guerrero et John Cena, ce dernier l'utilise comme prise de finition et le nommait STF-U, abréviation de "Shut The Fuck Up" mais le nom étant censuré il le changea en STF.
William Regal l'utilise comme prise de finition qu'il nomme Regal stretch, mais lui ne se couche pas sur son adversaire. Il bloque la jambe de son adversaire avec sa propre jambe, la tête avec ses mains et bloque le bras de l'adversaire en Abdominal Stretch et tire le plus fort possible
Il existe des variantes :
Stepover Toehold Sleeperhold

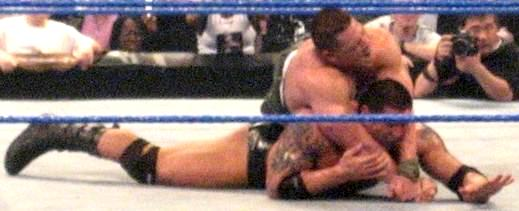
John Cena exécute son STF à Batista.

Cette prise qui est très similaire à un STF. Sauf que le lutteur entoure le cou de son adversaire
dans un Sleeper Hold tout en tirant vers l'arrière, plutôt que de coincer la tête de son adversaire.
Stepover Toehold Reverse Anaconda
L'adversaire prend son adversaire en STF mais au lieu d'un facelock il place le bras de l'adversaire derrière sa tête et tire comme dans un Anaconda Vice, ce qui provoque en plus une douleur à la nuque et au bras.
Inverted STF
Aussi connu sous les noms de Muta lock ou Sickle hold. L'attaquant attrape les jambes de son adversaire et les plie autour d'une de ses propres jambes au niveau des genoux, les croise, plaçant une cheville derrière les genoux afin de les bloquer. L'attaquant place ensuite la cheville libre restante sous son genou et fait un pont arrière pour atteindre la tête de l'adversaire et la tirer vers le haut. C'est la prise de finition de Melina, qui la nomme California Dream.